# Iphitrachelus gracilis
Iphitrachelus gracilis is een vliesvleugelig insect uit de familie van de Platygastridae. De wetenschappelijke naam van de soort is voor het eerst geldig gepubliceerd in 1957 door Masner.